# Stanisław Szukalski
Stanisław Szukalski (Warta, 13 dicembre 1893 – Burbank, 19 maggio 1987) è stato uno scultore e pittore polacco naturalizzato statunitense. Nella sua vita tentò di creare una nuova arte polacca basata sulla sua visione della storia e della mitologia. Nonostante le sue teorie stravaganti, Szukalski fu uno strabiliante scultore, in grado di dare forma alla materia donandole una tensione e un pathos sorprendenti, riuscendo a visualizzare mentalmente ogni singolo dettaglio delle sue opere senza l'utilizzo di modelli di partenza, che rifiutò sempre fin dai tempi accademici. L'arte di Szukalski esibisce influenze di culture come quella egiziana, slava e azteca, combinate con elementi di art nouveau, dalle varie correnti del modernismo europeo dell'inizio del XX secolo: cubismo, espressionismo, futurismo e arte precolombiana. Questa miscela unica divenne nota come "Classicismo Contorto".
Negli anni '20 fu acclamato come il "più grande artista vivente" della Polonia. Gran parte del suo lavoro è stato distrutto a causa della devastazione delle forze naziste durante la seconda guerra mondiale. Impossibilitato a tornare in Polonia, ha continuato a lavorare, nonostante la povertà e la relativa oscurità. Le sue opere sono in mostra permanente al Polish Museum of America di Chicago e al Museo nazionale di Varsavia. Tra gli ammiratori di Skukalski ci sono Leonardo DiCaprio, la band Tool, e il famoso scrittore Ben Hecht, che incontrò Szukalski negli anni '20, descrivendo il polacco nella sua autobiografia come "affamato, muscoloso, aristocratico e sdegnoso di esseri inferiori a lui - caratteristiche che Szukalski conservò per il resto della sua vita".

## Biografia
Szukalski nacque a Warta, in Polonia ma crebbe in una piccola città chiamata Gidle nelle vicinanze. Suo padre, Dyonizy Szukalski, era un fabbro ed emigrò a New York prima dei suoi figli e della moglie per lavorare. Szukalski, sua madre Konstancja e sua sorella Alfreda sbarcarono negli Stati Uniti il 27 giugno 1907 per raggiungere il padre a Chicago. Dimostrando una spiccata attitudine per la scultura, l'artista si iscrive all'Art Institute di Chicago, allora tredicenne. Poco dopo lo scultore Antoni Popiel convinse i genitori di Szukalki a mandarlo a Cracovia per studiare all'Accademia di Belle Arti. Per tre anni, Szukalski studiò scultura con il sostegno di Konstanty Laszczka; nel 1913 tornò a Chicago.
Ancora molto giovane Szukalski si unì alla scena artistica di Chicago, facendo parte del movimento di revival artistico chiamato Chicago Renaissance. Un anno dopo il suo ritorno, nel 1914, l'artista espone all'Art Institute sette delle sue opere alla Mostra annuale di dipinti ad olio e sculture americane. L'artista ha anche esposto individualmente all'Art Institute negli anni 1916 e 1917 ed al Progress Arts Club nel 1919.
È stato proposto di costruire un monumento all'eroe polacco Adam Mickiewicz nella città di Vilnius. Nel 1925 fu pubblicato un grande concorso per la scelta del progetto. Tra i 67 partecipanti, Szukalski vinse con un disegno di Mickiewicz sdraiato su un altare sacrificale nudo, accanto a un'aquila bianca. Nonostante fosse stato acclamato da una buona parte degli intellettuali ci fu un forte rifiuto da parte degli altri, portando alla decisione di un nuovo concorso, in cui fu scelto il progetto di Henryk Kuna. Inizialmente con problemi finanziari e dopo la seconda guerra mondiale, il monumento non fu mai costruito.
Nel 1925 il giovane Szukalski partecipò al Salon International des Arts Modernes et Décoratifs di Parigi rappresentando la Polonia; anche se fu più volte premiato, la critica non risparmiò l'artista accusato di rappresentare un paese in cui non viveva più. Viaggia per l'Europa dal 1926 al 1928, tornando a Cracovia nel 1929 con una mostra retrospettiva, nello stesso anno l'artista pubblica le sue pubblicazioni sulla rivista Projects in Design: Sculpture and Architecture. Fondò, insieme ad altri artisti, un movimento artistico chiamato Szczep Rogate Serce (traducibile in tribù dal cuore cornuto) il cui scopo era quello di rivolgersi alla storia precristiana e pagana in cerca di ispirazione.
Nel 1936, Szukalski tornò in Polonia, sposato con la professoressa Joan Lee Donovan. La sua importanza era tale che ottenne il sostegno finanziario del ministro del Tesoro, gli fu anche fornito un grande studio, che poi divenne il Museo Nazionale Szukalski. A quel tempo, Szukalski era considerato e decorato come il più grande artista vivente in Polonia. L'artista ha portato quasi tutte le sue sculture dagli USA e il suo museo fu apprezzato dalla popolazione e anche dagli artisti.
Szukalski portò tutte le sue opere al suo museo nazionale. Nel 1939 con Varsavia e la Polonia sotto assedio la sua vita cambiò per sempre: dopo aver per molti anni combattuto povertà, rifiuto e problemi di salute e aver poi ottenuto gloria e il riconoscimento del suo talento, Szukalski fu ferito e tutta la sua collezione d'arte fu distrutta o bombardata. Szukalski  si rifugia nell'ambasciata americana con tre valigie in mano e la moglie.
Con la protezione dell'ambasciata americana nel 1940, Szukalski e la moglie si stabilirono definitivamente a Los Angeles. Il disinteresse degli americani, unito al disinteresse di Szukalski per entrare a far parte della scena artistica di Los Angeles (e delle sue speculazioni) diedero all'artista quello che lui stesso chiamava inferno: l'oblio. Da quel momento in poi, Szukalski si visse nei sobborghi di Los Angeles in anonimato. Lavorò in alcune produzioni hollywoodiane come pittore e illustratore. Realizzò altre sculture come Prometeo, il Gallo dei Galli e Katyn.
La sua eredità artistica è dovuta in gran parte all'affetto e all'ammirazione di Glenn Bray, che conobbe personalmente l'artista, ne divenne presto amico e rimase al suo fianco fino alla sua morte nel 1987.
Nel 1980 muore sua moglie e Szukalski muore nel 1987. In suo onore, i suoi amici partono per l'Isola di Pasqua, luogo dove l'artista desiderava fortemente visitare e credeva di essere la culla dell'umanità, e spargevano le sue ceneri, insieme a quella di Joan Lee Donovan.